# Batuata (Sulawesi du Sud-Est)
Pour les articles homonymes, voir Batuata.
Batuata, en indonésien Pulau Batuata, est une île d'Indonésie située au sud de Buton, dans la mer de Flores.